# Filipp Voronkov
Pour les articles homonymes, voir Voronkov.
Filipp Anatolievitch Voronkov (en russe : Филипп Анатольевич Воронков) est un joueur russe de volley-ball né le 25 mars 1983. Il mesure 1,93 m et joue attaquant.

## Clubs
| Club                   | De        | À         |
| ---------------------- | --------- | --------- |
| Fakel Novy Ourengoï    | 2006-2007 | 2009-2010 |
| Lokomotiv Novossibirsk | 2010-2011 | 2012-2013 |
| Fakel Novy Ourengoï    | 2013-2014 | ...       |

## Palmarès
- Ligue des champions (1)
  - Vainqueur : 2013
- Coupe de la CEV (1)
  - Vainqueur : 2007
- Coupe de Russie (1)
  - Vainqueur : 2011